# Осередок пропаганди і інформації
«Осередок пропаганди і інформації при проводі Організації українських націоналістів» — видання Головного осередку пропаганди і інформації ОУН. Часопис виходив нерегулярно впродовж 1948—51 за редакцією провідного ідеолога ОУН(б), керівника Головного осередку пропаганди та інформації ОУН П. Федуна (П. Полтава). Усього було видано 5 номерів. Відігравав помітну роль у поширенні ідей Організації українських націоналістів. Висвітлював основні напрями ідейно-політичної, пропагандистської і видавничої політики організації. Серед дописувачів та співробітників журналу — відомі публіцисти ОУН(б) Осип Дяків (Горновий), Галина Голояд (Марта Гай), Богдана Світлик (Доля) та ін. До 29 грудня 1948 друкувався в підпільній друкарні ОУН ім. полковника Шелеста біля с. Либохора Сколівського району Львівської облості. Припинив вихід у зв'язку із загибеллю в грудні 1951 року головного редактора журналу Федуна (Полтави).